# Rocky Ford (Kolorado)
Rocky Ford – miasteczko w Stanach Zjednoczonych w stanie Kolorado w hrabstwie Otero, 4,3 tys. mieszkańców (dane z 2000 roku). W roku 2023 liczba mieszkańców spadła do 3819 osób, a gęstość zaludnienia poniżej 870 osób/km².

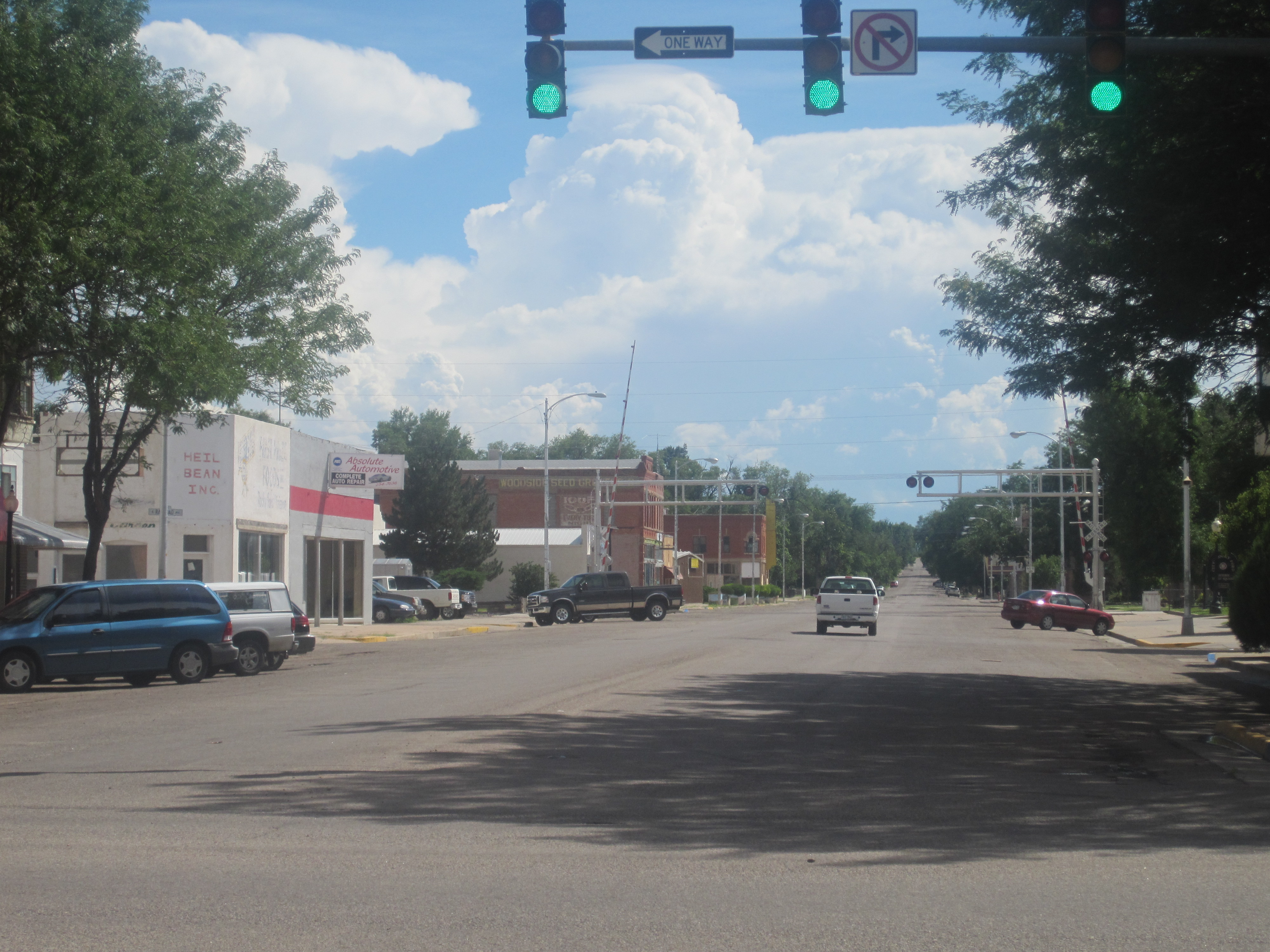
Centrum miasta

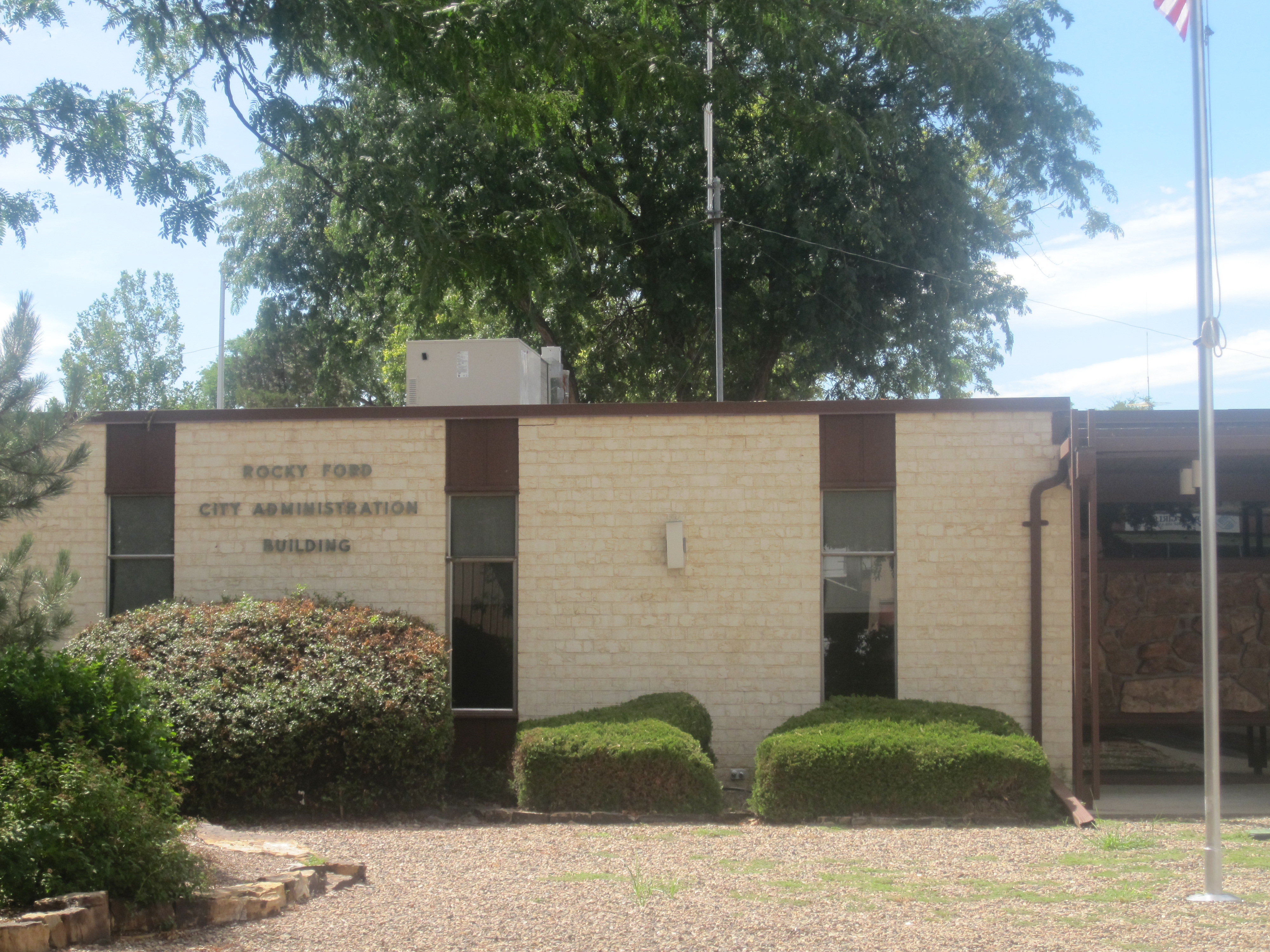
Ratusz miasta

## Ludność
Ludność Bellevue stanowią:
- 72,42% biali,
- 0,40% Afroamerykanie,
- 1,47% Indianie,
- 0,75% Azjaci,
- 0,12% ludy wysp Pacyfiku
- 21,86% inni